# 李蘭 (正德進士)
李蘭（1481年—？），字秀夫，陝西西安府華州人，軍匠籍，明朝政治人物。

## 生平
陝西鄉試第十七名舉人。正德十二年（1517年）中式丁丑科會試第七十三名，登第二甲第八十六名進士。礼部观政，授户部主事，升员外、郎中，出为四川重庆府知府，调馬湖府。

## 家族
曾祖李政；祖父李玘；父李奈，母張氏；繼母劉氏。具庆下。弟芳、茝。